# Canoscio

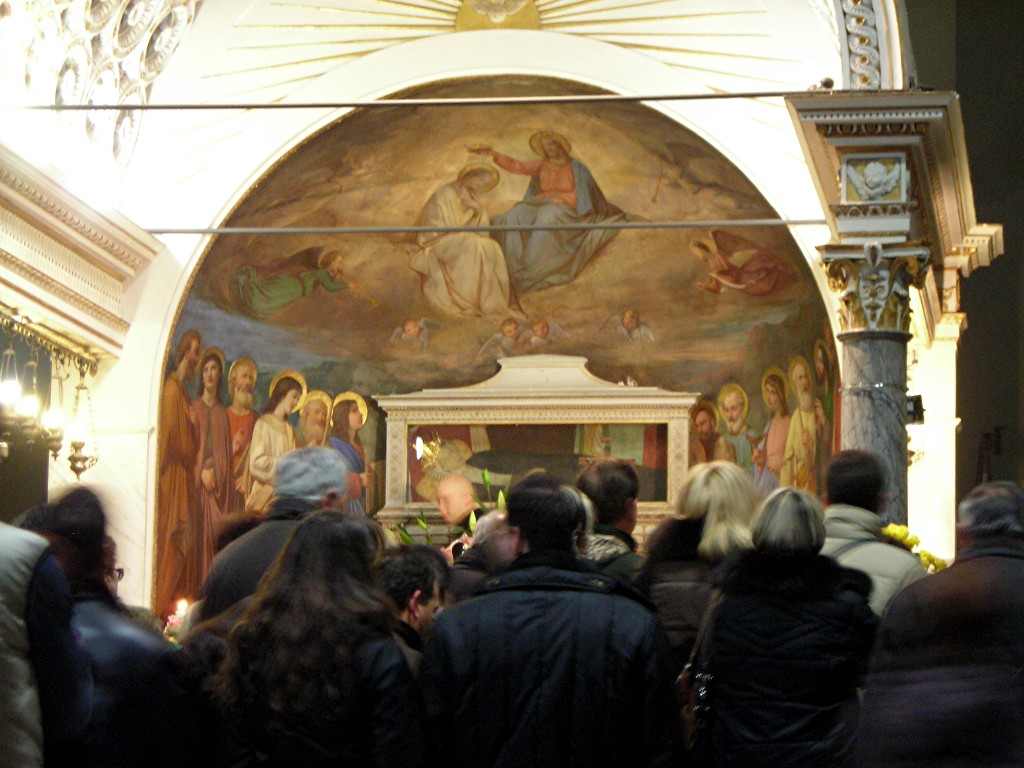
Fresque Madonna del Transito.

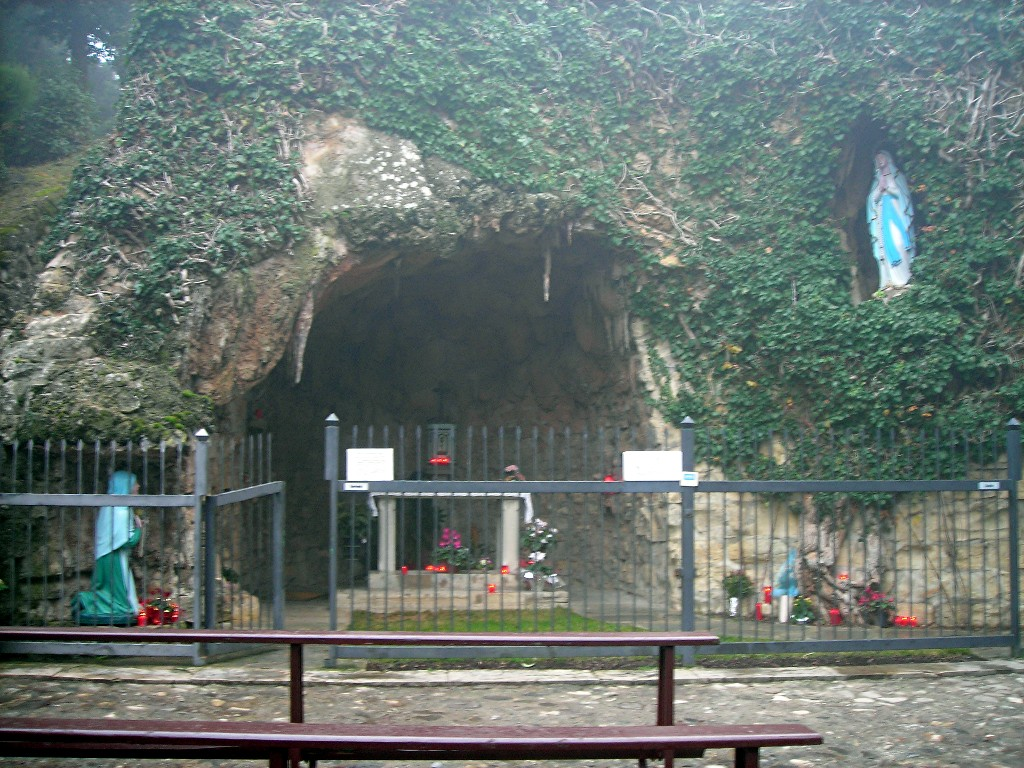
Reproduction de la grotte de Lourdes

Canoscio (du latin Canusium, « lieux blanc ») est une frazione de la  commune de Città di Castello, dans la province de Pérouse, en Ombrie.

## Géographie
Canoscio se trouve à 12 km au sud de Città di Castello, il ne possède pas un ensemble habité mais est surtout connu par le monument qui s'y trouve  le Santuario della Madonna del Transito di Canoscio, (sanctuaire de la Vierge de la Dormition (it)) une Basilica Minore construite au col à une altitude de 449 m et donnant sur le Tibre.
Le sanctuaire dédié à Marie est visité annuellement par plus de 100 000 fidèles.

## Histoire
En 1348, au col de Canoscio, une petite chapelle dédiée  à la Madonna Assunta.
La raison de cette construction est à mettre en relation avec une grâce ayant évité une épidémie de peste.
En 1406 la chapelle a été agrandie, une fresque de l'école siennoise, la Madonna del Transito, qui se trouvait à l'intérieur, se trouve désormais dans une niche du nouveau sanctuaire. Au XIXe siècle, le peintre Annibale Gatti compléta cette fresque en l'agrandissant.
En 1854, le père Piccardini, de la Congrégation de l'Oratoire, proposa la construction d'une nouvelle église en hommage au dogme de l'Immaculée Conception. Cette église a été construite dans la période  1855-1878 sur un projet de l'architecte Emilio De Fabris (1803-1883), plus connu pour la façade gothique de Santa Maria del Fiore, à Florence.
L'église se caractérise par son plan en croix latine à trois nefs ;  localement le projet a été suivi par  Giuseppe Baldeschi. Le  portique caractéristique, d'ordre architectural dorico-toscan, œuvre du florentin Giuseppe Castellucci, avec les colonnes en pietra serena, a été achevé en 1905.
Le 6 septembre 1998, le cardinal Achille Silvestrini annonça que le pape Jean-Paul II avait élevé le sanctuaire au rang de Basilica Minore. Depuis 2006 elle est le siège de la communauté des Frati Francescani dell'Immacolata (« Congregatio Fratrum Franciscanorum Immaculatae »).
Le  15 août, une fête solennelle y a lieu.

## Monuments et lieux d'intérêt
- L'Église des saints Côme et Damien (seconde moitié du XIIe siècle), située à proximité du sanctuiaire, contient des fresques de l'école siennoise et du gothique tardif, une grande construction de style roman à plan rectangulaire avec une nef à ferme et une abside semi-circulaire.
- Reproduction de la Grotte de Lourdes, consacrée en 1927 et construite sur une place latérale.
- Croix en fer illuminée, située sur le sommet.

### LeTesoro di Canoscio(«Trésor de Canoscio»)
Canoscio est connu pour des pièces archéologiques datant de l'Antiquité tardive. Il s'agit d'un service de table de l'Art paléochrétien constitué par  25 pièces liturgiques en argent, découvert en 1935 dans un champ. Le « Tesoro di Canoscio » est conservé au Museo del Capitolo del Duomo di Città di Castello.
Les pièces ont été retrouvées bien protégées par un plat posé comme couvercle sur un petit puits peu profond.
Le trésor est composé de six plats, deux patènes, trois calices semi-sphériques sans signes, une pyxide avec son couvercle (lisse), deux écumoires, une petite louche et neuf cuillères à usage domestique.
Il ne semble pas certain que tous les objets aient eu formellement une utilité liturgique. Les noms de Eliano et Felicita, les probables donateurs, sont incisés sur une des patènes. Le plat utilisé comme protection du trésor a été cassé par la charrue qui le mit au jour, mais une fois restauré il a révélé l'inscription suivante :
DE DONIS DEI ET SANCTI MARTYRIS AGAPITI UTERE FELIX
qui signifie :
« Fait bon usage des dons de Dieu et du saint martyr Agapit ».
Le plat, plus grand, intact, était destiné au service liturgique. À son centre se trouve une surface réhausée typique de la patère païenne, qui permettait de maintenir le pouce libre de la libation pendant l'offrande.
La partie centrale est ornée par une croix byzantine (de) avec l'Alpha et l'Oméga, sous lesquels coulent les quatre fleuves. Sur les côtés de la croix sont dessinées la main de Dieu et la colombe du Saint-Esprit et, sur le bas, on trouve deux agneaux qui se font face.
Le plus grand écumoir est sculpté avec le labarum et l'Alpha  et  l'Oméga, avec des petits points traçant leurs silhouettes.

## Sources
- (it) Cet article est partiellement ou en totalité issu de l’article de Wikipédia en italien intitulé « Canoscio » (voir la liste des auteurs).